# Горный Куй
Го́рный Куй — исчезнувший населённый пункт, располагавшийся на территории Кумарейского муниципального образования Балаганского района Иркутской области.

## Географическое положение
Находится примерно в 19 километрах от села Кумарейка.

## История
Населённый пункт был образован в 1716 году. В 1920—1930-е годы деревня Куй (Горная) входила в состав Яндинского сельсовета Усть-Удинского района. Согласно переписи 1926 года, в деревне было 23 хозяйства, проживало 138 человек (70 мужчин и 68 женщин). По данным на 1936 год, рядом произрастали яблони, являющиеся очень редким для Восточной Сибири видом. На административной карте Иркутской области 1956 года носит название Горный Куй. В результате строительства Братской ГЭС населённый пункт оказался в зоне затопления Братского водохранилища и был перенесён на новое место. По данным на 1966 год, посёлок Горный Куй входил в состав Шарагайского сельсовета Усть-Удинского района. На топографической карте Генштаба СССР 1984 года село Горный Куй было отмечено как жилое, на топографической карте Генштаба СССР 1985 года — уже как нежилое.

## Население
На 2015 год в Горном Куе находились пара пустых домов, периодически занимаемые лесорубами, а также охотниками и рыболовами. Постоянных жителей не было.

## Происхождение названия
Расположено на берегу реки Куй, которая примерно в 800 метрах ниже по течению образует залив Куй Братского водохранилища. Происхождение названия Куй неизвестно. Некоторые[кто?] предполагают, что название произошло от монгольского «куй» — «смерч», «вихрь». В этом случае под «вихрем» имелся в виду, вероятно, водоворот.